# 雙渠鎮
新疆生产建设兵团第十师一八三团是中华人民共和国新疆生产建设兵团第十师下辖的一个团，含第十师青河农场，与新疆维吾尔自治区北屯市双渠镇实行“团镇合一”的管理体制。

## 行政区划
新疆生产建设兵团第十师一八三团下辖以下单位：锡伯渡社区、四连、五连、六连、七连、八连、九连、十连。